# Шренк, Леопольд Иванович
Леопо́льд Ива́нович фон Шренк (нем. Leopold von Schrenck, 24 апреля [6 мая] 1826, Харьковская губерния — 8 [20] января 1894, Санкт-Петербург) — российский зоолог и этнограф. Тайный советник.

## Биография
Родился 24 апреля (6 мая) 1826 года в имении Хотень Сумского уезда Харьковской губернии в семье поручика и помещика Иоганна Дитриха фон Шренка. Согласно правилам лютеранской церкви, 7 июня 1842 года в Москве, в церкви Святого Михаила, он прошёл конфирмацию. В Москве прошло его детство. Учился в частном пансионе Л. И. Чермака, затем в Дерптской гимназии. В 1844—1847 годах учился на естественном отделении физико-математического факультета Дерптского университета и 1849 году получил степень магистра зоологии за диссертацию «Ueber die Luchsarten der Nordens und ihre geohraphische Verbreitung». В 1850—1852 годах продолжил обучение в Берлине и в 1852 году в Кёнигсберге получил от Альбертинской академии степень доктора философии. Через некоторое время после возвращения в Россию он получил предложение от Петербургской академии наук предпринять исследовательскую поездку в дальневосточные области Российской империи для сбора естественнонаучных коллекций по ботанике, зоологии и этнографии, а также проведения океанографических работ. В январе 1854 года он был определён на службу при Академии наук с правами адъюнкта.
В августе 1853 года на фрегате «Аврора» отплыл из Кронштадта в кругосветное путешествие, через Рио-де-Жанейро и вокруг мыса Горн достиг Петропавловска-Камчатского, откуда на корвете «Оливуца» и шхуне «Восток» обследовал тихоокеанское побережье до устья Амура. Зимой 1854—1855 гг. он посетил западное побережье острова Сахалин и долину реки Тымь, где изучал жизнь аборигенов Сахалина. В 1855 году исследовал нижнее течение Амура и Уссури (до устья р. Хор). В начале 1857 года вернулся в Санкт-Петербург; в апреле 1857 года он был награждён орденом Св. Владимира 4-й степени; 21 мая 1857 года было назначено «магистру Шренку по 1000 рублей серебром в год с тем, чтобы он обязался заниматься
изданием своего путешествия, продолжая считаться на службе при Академии на правах адъюнкта»; в июне того же года он женился.
Адъюнктом Императорской академии наук по физико-математическому отделению по специальности зоология он был утверждён 2 марта 1861 года; 2 августа 1863 года стал экстраординарным, а 4 июня 1865 года — ординарным академиком; 15 сентября 1870 года он был избран в члены Комитета правления Академии, с апреля 1871 года стал руководить академической типографией.
С 28 декабря 1873 года состоял в чине действительного статского советника, с 1 января 1888 года — тайный советник.
С 1861 по 1884 годы преподавал в Николаевской морской академии; в январе 1877 года его назначили членом Конференции академии. С 1867 по 1884 годы он читал лекции в Николаевской академии генерального штаба.
Л. И. Шренк выступил одним из самых активных сторонников единого Музея антропологии и этнографии на базе академических Анатомического и Этнографического музеев, который он и возглавил в конце 1879 года. В 1884 году был командирован делегатом от России на международный орнитологический конгресс в Вене, проходившем с 4 по 11 апреля.
Императорское Русское географическое общество 14 января 1870 года удостоило академика Л. И. Шренка Константиновской золотой медали за составленное им сочинение «Очерк физической географии Северо-
Японского Моря», напечатанное в XVI томе «Записок Академии».
В феврале 1882 года он был избран почётным членом Венского Орнитологического общества, в мае 1884 года — Итальянского общества антропологии, этнологии и сравнительной психологии во Флоренции, в 1889 году — Берлинского Географического общества, в марте 1893 года — Антропологического общества в Вене (с 1890 года — член-корреспондент). С сентября 1883 года он также был членом-корреспондентом Американского орнитологического общества.
Умер в Санкт-Петербурге 8 (20) января 1894 года.

## Научные труды
Шренк оставил многочисленные труды, главным образом по этнографии, антропологии и зоогеографии. В числе его сочинений: «Ueber die Luchsarten des Nordens und ihre geographische Verbreitung» (магистерская диссертация); «Reisen und Forschungen im Amur-Lande 1854—1856»; «Beiträge zur Kenntniss des Russischen Reiches und der angrenzenden Länder Asiens» (сборник), «Очерки физической географии Северо-Японского моря», «О течениях Охотского, Японского и смежных с ними морей» (СПб., 1874), «Об инородцах Амурского края» (СПб., 1883—1903. Т. 1–3.). Шренк особенно подробно описал быт и нравы сибирских самоедов. Шренк ввёл в науку термин «палеоазиатские» народы (древнейшее население Северо-Восточной Азии).
Л. И. Шренк состоял почётным членом многих русских и иностранных учёных обществ и учреждений.

## Память
Именем Шренка назван хребет на Сахалине (в Долинском районе) и одна из самых красивых змей Дальнего Востока — полоз Шренка. Также в честь него названы бабочки — Переливница Шренка (Amuriana schrenckii (Ménétriés, 1859)), бархатница Шренка (Ninguta schrenckii (Ménétriés, 1859)), совка Шренка (Amhipyra schrenckii Ménétriés, 1859), длинноусая моль Nemophora schrencki (Bremer, 1864). Также в честь него названы: тюльпан Шренка, ель Шренка, амурский осётр, или осётр Шренка (лат. Acipenser schrenckii) и панцирный моллюск мопалия Шренка (Mopalia schrenckii) и моллюск Нодулярия Шренка (Nodularia schrencki, Westerlund, 1897).
В честь Л. И. Шренка названы острова (острова Шренка, Карское море, залив Миддендорфа, острова нанесены на карту в 1900 году участниками Русской полярной экспедиции, тогда же было присвоено название)

## Семья
Жена — Юлия Александровна фон Эттинген (нем. Julie Barbara Amalie von Oettingen; 1 февраля 1833 — 3 июня 1895), дочь лифляндского помещика Александра фон Эттингена (1798—1846) и Елены фон Кнорринг (1794–1863); её братья оставили след в истории: Август Александрович (1823—1908) был лифляндским губернатором; профессор Георг Александрович (1824—1916), врач-офтальмолог, ректор Дерптского университета; заслуженные профессора Александр Александрович (1827—1905) и Артур Александрович (1836—1920).